# 迪威智能
迪威智能股份有限公司(英語：DeepWave Co., Ltd) ，簡稱迪威、DeepWave。是一間註冊於台灣的人工智能技術提供商，總部位於台灣台北市。主要以AI的方式提供音訊處理相關技術，目標是為客戶提供一站式的音訊處理服務。
2019年9月台大資訊工程系張智星教授、葉子雋博士、林智源先生透過參與第二屆價創計畫從國立台灣大學取得正式技術授權，成立公司。迪威智能於2019年10月獲得由驊訊文創科技、律師簡榮宗與國發基金投資之天使輪投資，共募得1,400萬元台幣。

## 外部鏈接
1. 迪威智能獲1,400萬元天使輪投資，靠AI玩轉聲音領域的他們特別在哪？
2. 迪威智能股份有限公司 國際AI聲學辨識技術常勝軍加速再加速 （页面存档备份，存于）